# 清野一治
清野 一治（きよの かずはる、1957年10月17日 - 2009年6月29日）は、日本の経済学者。

## 略歴
東京都生まれ。1973年早稲田大学高等学院入学、1980年早稲田大学政治経済学部経済学科卒業。1985年東京大学大学院経済学研究科博士課程満期退学。1985年10月日本学術振興会特別研究員。
1986年から学習院大学経済学部講師（翌年助教授）、1989年大阪大学社会経済研究所助教授を経て1992年早稲田大学政治経済学部助教授（翌年教授）。公認会計士試験第二次試験委員、国家公務員採用I種試験委員（専門試験（多枝選択式））等を歴任。
『産業政策の経済分析』は自身が大学院生の頃から既に大学の教員であった他の共著者とともに進めた研究を本にまとめたものである。小宮隆太郎から年代の違う他の共著者とともに「4人組」と称せられた。

## 著書

### 単著
- 『規制と競争の経済学』（東京大学出版会, 1993年）
- 『ミクロ経済学入門』（日本評論社, 2006年）

### 共著
- （伊藤元重・奥野正寛・鈴村興太郎）『産業政策の経済分析』（東京大学出版会, 1988年）
- （石井安憲・秋葉弘哉・須田美矢子・和気洋子・セルゲイ・ブラギンスキー）『入門・国際経済学』（有斐閣, 1999年）

### 編著
- 『金融・通貨制度の経済分析』（早稲田大学出版部, 2008年）

### 共編著
- （河野勝）『制度と秩序の政治経済学』（東洋経済新報社, 2006年）
- （新保一成）『地球環境保護への制度設計』（東京大学出版会, 2007年）

### 訳書
- ジョセフ・E・スティグリッツ『スティグリッツ入門経済学』（東洋経済新報社, 1994年／第2版, 1999年／第3版, 2005年）
- ジョセフ・E・スティグリッツ『スティグリッツミクロ経済学』（東洋経済新報社, 1995年／第2版, 2000年／第3版, 2006年）
- ジョセフ・E・スティグリッツ『スティグリッツマクロ経済学』（東洋経済新報社, 1995年／第2版, 2001年／第3版2007年）
- ローレンス・W・マーチン『スタディガイド・スティグリッツミクロ経済学』（東洋経済新報社, 1997年）
- ローレンス・W・マーチン『スタディガイド・スティグリッツマクロ経済学』（東洋経済新報社, 1998年）
- ウィリアム・トムソン『経済論文の書き方――作成・プレゼン・評価』（東洋経済新報社, 2006年）

### 主要論文
- Jota Ishikawa & Kazuharu Kiyono & Morihiro Yomogida, 2012. "Is Emission Trading Beneficial?," The Japanese Economic Review, vol. 63(2), pages 185-203, June.
- Kenzo Abe & Yasuyuki Sugiyama & Kazuharu Kiyono, 2012. "International Transfer, Environmental Policy, And Welfare," The Japanese Economic Review, vol. 63(2), pages 204-215, June.
- Takao Ohkawa & Makoto Okamura & Noritsugu Nakanishi & Kazuharu Kiyono, 2005. "The Market Selects The Wrong Firms In The Long Run ," International Economic Review, vol. 46(4), pages 1143-1165, November.
- Kazuharu Kiyono & Masahiro Okuno-Fujiwara, 2003. "Domestic and international strategic interactions in environment policy formation," Economic Theory, vol. 21(2), pages 613-633, March.
- Kanemoto, Yoshitsugu & Kiyono, Kazuharu, 1995. "Regulation of commuter railways and spatial development," Regional Science and Urban Economics,  vol. 25(4), pages 377-394, August.
- Itoh, Motoshige & Kiyono, Kazuharu, 1987. "Welfare-Enhancing Export Subsidies," Journal of Political Economy,vol. 95(1), pages 115-137, February.
- Kotaro Suzumura & Kazuharu Kiyono, 1987. "Entry Barriers and Economic Welfare," Review of Economic Studies,vol. 54(1), pages 157-167.